# Mapeamento de crise
Mapeamento de crise (do inglês crisis mapping) é o uso de informação crowdsourced em tempo real a respeito de uma crise, geralmente um desastre natural (terremoto, enchente, erupção vulcânica, etc.) ou um conflito político-social (violência, eleições, migração, etc.), inserida em um mapa para visualização. Projetos de mapeamento de crise permitem que várias pessoas, quer estejam ou não envolvidas nos esforços de ajuda humanitária, contribuam com informações a respeito da crise remotamente ou direto do próprio local. 
Por envolver dados de diversas fontes, estruturadas ou não, que podem ser produzidos para diversos propósitos, o trabalho com mapeamento de crise envolve análise de big data e mapeamento de dados, de modo a obter insights sobre os eventos de crise em tempo real. São utilizados ainda imagens de satélite, aplicações web e visualização e modelagem de dados, de modo a possibilitar uma resposta rápida de equipes de auxílio.

## Histórico: cobertura de crises
Antes mesmo do termo "mapeamento de crise" ser cunhado, a noção de cobrir e mapear desastres naturais, crises humanitárias e guerras já era comum. Uma das maiores contribuintes foi a revista National Geographic, que publicou em 1914 um mapa atualizado dos "Novos Balcãs e Europa Central", que permitiu que seus leitores acompanhassem o desenvolvimento da Primeira Guerra Mundial. Ao longo do conflito, a revista continuou a publicar grandes mapas das frentes de batalha. Quando a Segunda Guerra Mundial começou, a National Geographic Society abriu seu arquivo de mais de 300.000 fotografias para as Forças Armadas dos Aliados. Comparando fotos aéreas de antes da guerra com aquelas obtidas durante o conflito, analistas detectaram áreas de camuflagem inimiga e acumularam inteligência. A revista continuou a realizar esses trabalhos durante diversos eventos de crise ao longo da História, como a Guerra do Vietnã, a ocupação da Palestina, o apartheid na África do Sul, a guerra do Afeganistão, o Acidente nuclear de Chernobil e a erupção do Monte Santa Helena, entre outros. 

## Criação do Ushahidi
Após a eleição presidencial em 27 de dezembro de 2007, instaurou-se no Quênia uma forte crise política. Violência se espalhou pelo país, inclusive em áreas remotas às quais a mídia internacional não tinha acesso. A advogada e blogueira queniana Ory Okolloh, que na época morava na África do Sul, mas havia retornado ao Quênia para votar e observar a eleição, precisou deixar novamente o país após receber ameaças relativas ao seu trabalho. 
A incoerência observada por ela entre a cobertura da mídia internacional e a informação recebida diretamente de suas fontes no Quênia levou Okolloh a postar em seu blog, em 3 de janeiro de 2008, a ideia de realizar um mapeamento de informação sobre os locais de ocorrência de violência e destruição, utilizando Google Maps. Inspirados pelo post de Okolloh, um grupo de blogueiros e programadores colaborou ao longo de um fim de semana para construir uma aplicação web que possibilitasse o envio anônimo de informações sobre violência e outros crimes. Em 9 de janeiro de 2008, nascia o site Ushahidi (“testemunho” em suaíli). 
Ushahidi coletava relatos de tumultos, refugiados encalhados, estupros e mortes enviados por e-mail e SMS por testemunhas oculares e exibia essas informações num mapa, de acordo com as localizações dadas pelos informantes. Fontes governamentais, mídias internacionais, ONG's e jornalistas e blogueiros quenianos foram utilizados para verificar os testemunhos coletados de modo a evitar relatos falsos. 
Por ter sido originado durante uma crise, ninguém tentou patentear ou monopolizar o Ushahidi. Como a maioria da população do Quênia não possuía computadores ou acesso à Internet na época, a ferramenta precisou funcionar via SMS. Por não possuir investidores, Ushahidi utilizou software de código aberto e, portanto permitiu a modificação da ferramenta para uso em outras situações. 

## Terremoto no Haiti[8]
A noção de mapeamento de crise tornou-se popular após o terremoto do Haiti em 2010. Patrick Meier, então um estudante de PhD na Fletcher School of Law and Diplomacy, lançou um mapa de crise ao vivo do Haiti utilizando o Ushahidi, como uma reação emocional ao fato de amigos próximos estarem em Porto Príncipe quando o evento ocorreu. A princípio, a única fonte de dados do mapa eram tweets de cerca de uma dúzia de haitianos que descreviam cenas de devastação ao vivo de Porto Príncipe pouco depois do terremoto. Meier e um grupo de amigos voluntários começaram a mapear os tweets mais urgentes que possuíam informação geográfica o suficiente para serem apontados num mapa.
Em poucos dias, a quantidade de informação sendo reportada passou a ser grande demais para o pequeno grupo liderado por Meier; ele então entrou em contato com colegas da Fletcher School, e menos de uma semana depois, mais de 100 estudantes de graduação e pós-graduação da Universidade Tufts monitoravam manualmente mídias sociais e comerciais atrás de informações sobre o Haiti, praticamente 24 horas por dia.
Durante dois meses de operações no Haiti, o mapa de Meier foi utilizado na resposta à crise por organizações como a Cruz Vermelha, a Guarda Costeira e os Fuzileiros Navais dos Estados Unidos.

### Desafios
O primeiro desafio encontrado por Meier e sua equipe era o fato de que apenas cerca de 10% dos haitianos possuía acesso à Internet na época do terremoto. Em contrapartida, 80% da população possuía telefones celulares. Para conseguir obter informações da população atingida pelo desastre, a equipe realizou uma parceria com a Digicel, a maior empresa de telecomunicações do Haiti; foi lançado um número de SMS gratuito (4636) que recebia mensagens de haitianos comunicando suas localizações e necessidades mais urgentes. A divulgação do número foi feita através de programas de rádio locais.
Como era de se esperar, a maioria das mensagens recebidas eram escritas em crioulo haitiano. Isso gerava uma dificuldade para a equipe de Meier, que falava principalmente inglês. Brian Herbert, um dos membros da equipe, conseguiu através de um post no Facebook recrutar 1200 voluntários de 49 países diferentes para realizar a tradução das mensagens recebidas. Cada mensagem levava de 5 a 10 minutos desde o seu recebimento até o repasse para os grupos de auxílio, permitindo uma resposta à crise praticamente em tempo real.
Outro problema que dificultou o mapeamento foi o fato da cidade e as estradas de Porto Príncipe ainda não terem sido completamente mapeadas pelo Google no seu projeto de Google Maps, o que dificultava a precisão nas localizações dos eventos mapeados. Para resolver isso, funcionários e colaboradores voluntários da OpenStreetMap utilizaram imagens de satélite fornecidas pelo Banco Mundial para mapear a rede de estradas. Mais de 1.4 milhões de edições foram feitas em uma questão de dias, gerando um mapa extremamente detalhado do Haiti.

## Standby Task Force
Após o terremoto do Haiti em 2010, foi criada a Standby Volunteer Task Force (SBTF), uma força-tarefa global de voluntários de diferentes antecedentes e áreas de conhecimento, prontos para mapear crises sob demanda. O propósito da SBTF é criar uma rede de voluntários já treinados no processo de mapeamento de crises, de modo que não seja necessário realizar novamente todo o processo que precisou ser feito no Haiti. Desde 2010, a SBTF realizou parcerias com diversas organizações em dúzias de situações ao redor do mundo, como a crise na Líbia em 2011, a guerra civil na Síria, a epidemia de Ébola na África Ocidental e furacões nos Estados Unidos.
Depoimentos de colaboradores indicam que a motivação não é só ajudar, mas também aprender, aprendendo novas habilidades e colocando as existentes em prática. Para efeitos de organização, os voluntários são divididos em equipes, descritas a seguir. Cada equipe possui diferentes atribuições. 
Equipe de monitoramento de mídiasIdentificam informações relevantes a respeito da crise através de monitoramento de feeds e websites de mídias comerciais e sociais.
Equipe de SMSRecebem e identificam mensagens SMS úteis, criando relatos a partir delas. Se a mensagem é urgente, o relato é enviado imediatamente para as equipes de geolocalização e tradução, e posteriormente repassado com urgência para as equipes de ajuda humanitária e colocado no mapa.
Equipe de geolocalizaçãoResponsáveis por encontrar as coordenadas de relatos por mídias e SMS, bem como de outras informações requisitadas pelas equipes de ajuda humanitária, e manter uma base atualizada das coordenadas encontradas por localidade.
Equipe de traduçãoTraduzem os relatórios de monitoramento de mídias. Softwares de tradução automática são utilizados para a tradução de SMS, e-mail e submissão pela web, mas é necessário verificar se a tradução é correta e coerente.
Equipe de relatóriosVerificam os relatos enviados via web e monitoramento de mídias, repassando-os para os times de geolocalização e tradução antes de fazer o upload do evento no mapa.
Equipe de intermediadoresRealizam a intermediação entre a força-tarefa e os grupos de ajuda humanitária, repassando a informação adquirida (com urgência, se necessário).
Equipe de verificaçãoVerificam os relatos urgentes e úteis, utilizando as fontes de dados originais ou triangulação de IP.
Equipe de análiseAnalisam os dados, produzindo mapas e relatórios e descobrindo padrões de dados nos relatos submetidos à plataforma.
É possível para uma organização solicitar a ativação da força-tarefa em casos de emergência humanitária ou situações políticas que possam levar a um desastre humanitário de grandes proporções. É dada preferência a organizações locais, que já estejam presentes no lugar da crise e que tenham capacidade de responder às solicitações. 

## Outras organizações de mapeamento de crise
- The International Network of Crisis Mappers
- Humanity Road
- Humanitarian OpenStreetMap Team
- Sahana[ligação inativa]
- Crisis Cleanup